# Nationalpark Hoàng Liên
Koordinaten: 22° 14′ 50″ N, 103° 50′ 24″ O

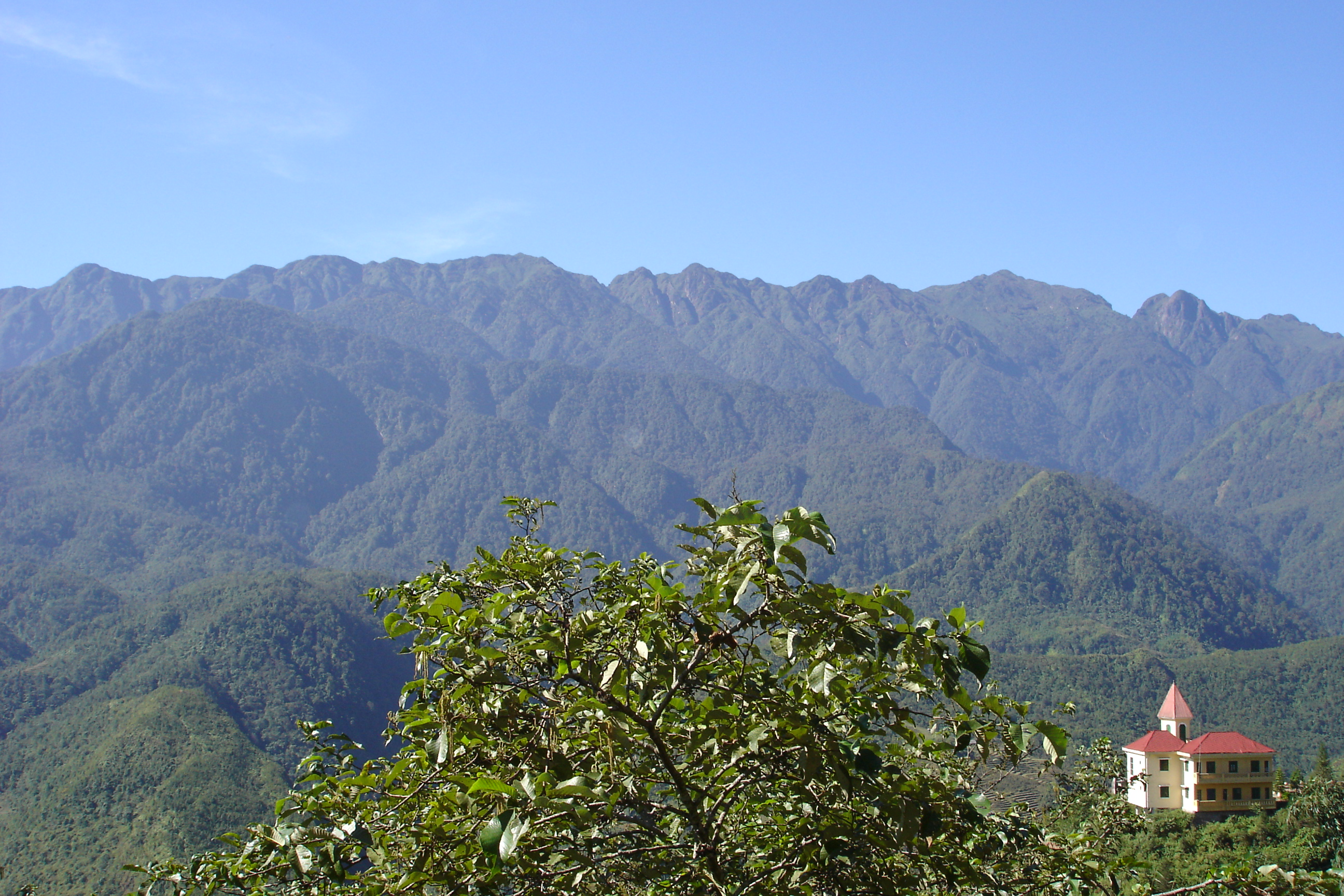
Hoang Lien-Nationalpark

Der Nationalpark Hoàng Liên (vietn. Vườn quốc gia Hoàng Liên) liegt in der Hoàng Liên Sơn-Gebirgskette in der nordwestlichen Grenzregion Vietnams und erstreckt sich über die Distrikte Sa Pa der Provinz Lào Cai und Than Uyên sowie einen Teil von Phong Thổ der Provinz Lai Châu.

## Geschichte
Der Nationalpark wurde am 12. Juli 2002 durch das Dekret 90/2002/QĐ-TTg des Premierministers gegründet. Bereits seit 1986 bestand ein Naturreservat (Dekret No. 194/CT des Vorsitzenden des Ministerrats vom 9. August 1986, Ministerium für Landwirtschaft und ländliche Entwicklung MARD 1997), das 2003 vom World Conservation Monitoring Centre des UNEP bestätigt wurde. Ein Teil des Nationalparks wurde in die Kategorie II des Artenschutzprogramms der IUCN aufgenommen. Im Jahr 2006 wurde der Nationalpark als ASEAN-Welterbestätte anerkannt.

## Artenvielfalt
Der Park umfasst nahezu 30 km² malerischer Bergwelt und umschließt auch den höchsten Berg Vietnams, den 3143 m hohen Fan Si Pan. Aufgrund seiner Höhenlage herrschen gemäßigte bis subtropische Klimaverhältnisse vor. Die Bergwaldvegetation sorgt für eine üppige Vielzahl von Vögeln (knapp 350 Spezies beispielsweise der Drosseln, Papageien, Grünlinge und Kleiber), Säugetieren, Reptilien, Amphibien (so reichhaltig wie sonst nirgendwo in geschützten Bereichen Vietnams) und Insekten. Viele leben ausschließlich in diesem Landstrich (Endemit).
Die Vegetation besteht in Höhenlagen von 1000 bis 2500 m regelmäßig aus immergrünem (Ur-)Wald. In höheren Lagen sind nur noch Zwergbambus und Gehölze der Krummholzzone anzutreffen. Unterhalb von 1000 m Höhe wurde der Wald regelmäßig gerodet, um menschlichen Siedlungen und Dörfern zu weichen. Daneben lassen sich über 2000 verschiedene Pflanzenarten nachweisen. 66 davon stehen auf der Roten Liste der gefährdeten Pflanzen. Über 700 Pflanzenarten finden Verwendung in der einheimischen Medizin.

## Gefährdung
Die Entwaldung, generell ein gravierendes Umweltproblem in Vietnam, erfasst in den tieferen Ebenen auch den Hoang-Lien-Nationalpark. Daran ändern bis heute Wiederaufforstungsvorhaben und Ausfuhrverbote von Rohholz (Dekret von 1992) nicht viel. Im Durchschnitt wurden mehr als 50 % der Waldressourcen seit 1943 vernichtet.